# Полонянка (фільм, 1998)
Полонянка (англ. Captive) — канадський трилер 1998 року.

## Сюжет
Відразу ж після весілля Саманта Хоффман втрачає чоловіка: він гине від руки невідомого вбивці. І це далеко не остання трагедія в її житті. Ні люблячі родичі, ні поради психолога не допомагають: смерть для неї виявляється переважніше щоденного кошмару. Але ось, здається, вихід знайдено. Хто ж міг передбачити, що найстрашніше тільки починається.

## У ролях
- Еріка Еленьяк — Саманта Хоффман
- Майкл Айронсайд — детектив Бріско
- Катрін Колві — доктор Коссім
- Едріенн Айронсайд — Ліссі Макхейл
- Стюарт Бік — Джоел Хоффман
- Ноель Бертон — доктор Хаджар
- Лорел Паетц — медсестра Боланд
- Джек Лангедійк — Сел Хоффман
- Дон Джордан — поліцейський
- Мішель Перрон — Джервік
- Ларрі Дей — Бейлі
- Джейн Вілер — адміністратор
- Деннетт Маккей — медсестра Циллер
- Дженні Волкер — прибиральниця
- Джилліан Феррабі — жінка гість на весіллі
- Гучі Бой — черговий 1
- Стів Адамс — охоронець
- Ален Голем — медсестра Ласкі
- Жан-Марк Біссон — охорона елітного будинку
- Патрік Кертон — черговий (в титрах не вказаний)